# U-Prag
U-Prag je česká hudební skupina hrající electronica, breakbeat a Drum and Bass. Vznikla v roce 2002 a v současné době ji tvoří sedm muzikantů. Vedle elektronické složky využívají širokou škálu živých nástrojů (klavír, baskytara, kytara, bicí, perkuse, violoncello atd.). Na svém kontě mají kompilaci "Work 2002–2007" shrnující tvorbu z prvních pěti let a alba "44 Thousand Actors /in 16 Flats/“ (2009), "Seconds of Life“ (2015) a "Some Kind of Music" (2019).

## Historie
Kapela vznikla na podzim roku 2002 v Praze. Prvních 5 let fungovala ve složení: Šimon Dvorský (zpěv), Tomáš Lacina (baskytara), Ondřej Posejpal (kytara), Daniel Petkevič (perkuse) a Jan Stiborek (perkuse). V roce 2007 odešel kytarista Ondřej Posejpal a nahradil ho Milan Broum jr. Ve stejném roce také kapela účinkovala v krátké fiktivní dokumentární komedii režiséra Martina Koppa "U.P.R.G" o pražské breakbeatové kapele. V březnu 2009 vyšlo na labelu SubPub records debutové album "44 Thousand Actors /in 16 Flats/" a k U-Prag se připojil bubeník Michal Pavlíček jr. V prosinci 2015 vyšlo na labelu Every Single Soul druhé album "Seconds of Life" a v květnu 2019 na stejném labelu třetí abum "Some Kind of Music".

## Diskografie
- Work 2002-2007 (2007) - neoficiální album
- 44 Thousand Actors /in 16 Flats/ (2009) - album
- Seconds of Life (2015) - album
- Some Kind of Music (2019) - album